# シド・ミード
シドニー・ジェイ・ミード（Sydney Jay Mead、1933年7月18日 - 2019年12月30日）は、アメリカの工業デザイナー、イラストレーター。ミネソタ州セントポール生まれ。
自らの肩書きを「ビジュアル・フューチャリスト（Visual futurist）」と称した。

## 略歴
バプテスト教会の牧師の息子としてミネソタ州で生まれ、幼少期より優れた画才を発揮する。1951年にハイスクールを卒業すると、コロラドスプリングスの映画製作会社アレキサンダー・フィルムズでアニメーターの職に就く。アメリカ陸軍で3年間の兵籍期間を終えると、フォード・モーターの奨学金支援を得て、ロサンゼルスのアートセンター・スクール（現在はパサデナのアートセンター・カレッジ・オブ・デザイン）に入校し、トランスポーテーションデザインを専攻する。
1959年にアートセンター・スクールを優秀な成績で卒業。奨学金を得ていた義務からフォードに入社し、アドバンスド・スタイリング・スタジオにてエルウッド・エンゲル (Elwood Engel) の下でジャイロン (Ford Gyron) など実験的なコンセプトカーのデザインに取り組む。2年後の1961年にフォードを退社すると、インダストリアルデザイナー、イラストレーターとして様々なクライアントのために働き、近未来的かつ色彩的なヴィジュアルを提供する。とりわけ、USスチールやセラニーズなど企業カタログに掲載された一連の作品が特に米自動車業界で話題となった。
1970年にはデトロイトで「シド・ミード社（Syd Mead Inc.）」を設立。1970年代はヨーロッパでも活動し、オランダのフィリップス・エレクトロニクスでデザイン・コンサルタントとして20年間携わる。自動車業界ではトヨタ、ホンダ、ボルボやイタルデザイン、航空宇宙分野ではコンコルドやサルタン王のプライベートジェット、NASAのスカイラブのインテリアなど、幅広い。1975年にはオフィスをカリフォルニア州、カピストラノ・ビーチに移転。
1977年、『スターウォーズ』の世界的ヒットでSFX映画がブームになると、ハリウッドの映画製作者たちはミードのヴィジュアルセンスに注目した。中でも、ミードの才能が発揮されたのが、リドリー・スコット監督の『ブレードランナー』（1982年）が日本でもブレークするきっかけとなった。スコット監督はミードの個人画集『センチネル』（1979年）に掲載された雨の中の高速道路「CITY ON WHEELS」を見てビークルデザイナーとして起用したが、カラーイラストの背景のたトーンに魅了され、セットや小道具のデザインも依頼。さらに背景となる建築、都市、列車や駅、コンピュータ等のインターフェースに至るまで、作品世界の基調を決める重要な仕事を担当した。他にも『スタートレック』『トロン』『2010年』『エイリアン2』『ショート・サーキット』などのSF映画に参加しており、ミードから影響を受けた作品も多い。映画芸術科学アカデミーやデザイナー組織などに加盟していないため、参加する映画ごとにその肩書きは「ヴィジュアル・フューチャリスト」「ビジュアル・フューチャリスト/コンサルタント」「コンセプチュアル・アーティスト/デザイナー」「フューチャー・デザイン」等、さまざまである（2012年より自称「フューチャリスト・デザイナー」）。
2016年、アメリカの視覚効果協会が主催するVES賞特別功労賞「ビジョナリー賞」を受賞。2017年、SF映画に特化したプロダクションアートを扱った画集『The Movie Art: VISUAL FUTURIST SYD MEAD』を刊行。
1990年以降、米テーマパークデザイン委員会の理事、ホワイトハウスの諮問機関クーパーヒューイット財団の顧問、パサデナのアートセンター・カレッジ・オブ・デザインの特別名誉講師などを歴任し、全米のアニメーション制作会社、ゲーム制作会社、自動車メーカー、デザイン教育機関を対象に講演会やセミナーなど晩年まで精力的な活動を続けた。
2019年9月、引退を表明。同年12月30日、カリフォニア州パサデナの自宅で死去。86歳没。

## 日本における活動
ミードは画業を始める以前、兵役中に沖縄の米軍基地に駐留した経験がある。1979年、洋書として上陸したミード初の画集『センチネル』は、日本の様々なクリエイターに大きな衝撃を与えた。1980年代に入るとSF映画やSFアニメを通して、日本でも「シド・ミード」の名が浸透していった。
1983年（昭和58年）に東京・原宿ラフォーレ・ミュージアムと大阪・梅田阪急で開催された「21世紀のカーデザイン展」、1985年（昭和60年）に東京・有楽町西武で開催された個展「テクノ・ファンタジー展」が大きなきっかけとなり、これ以降、ポスターアート、商業施設、テーマパーク、プロダクトデザインなどを数多く手掛けることになる。1985年には講談社から2冊目の画集『オブラゴン』（OBLAGON）を出版し、発売から45日で2万5000部以上を売り上げた。
1987年（昭和62年）以降、アジアの中でも特に日本は彼にとって重要なマーケットとなった。この年、同じく講談社から3冊目の画集『センチネル II』（SENTINEL II）を出版。川崎製鉄（現:JFEスチール）のテレビCM『鉄からさらに』でイラストが多数起用された。ソニーのパソコン『HiTBiT』（シリーズ2種）のCMではアートミックと共に平面（アニメーションとイラスト）と立体（セット、ミニチュア、人物）を合成したユニークなビジュアルを展開した。他にはタイガー魔法瓶のエアポット『とら〜ず』などの製品、ディスコ「トゥーリア」のインテリアなどの商業施設を手がけ、ポスターのデザインは1985年から1993年（平成5年）に最も多く描いた。1991年には図録2冊とLD3枚をセットにした45,000円（税抜）の豪華作品集『クロノログ』（KRONOLOG）がバンダイビジュアル（現:バンダイナムコフィルムワークス）から発売された。
映像作品では、学研とNHKエンタープライズが出資したハリウッド映画『クライシス2050』の宇宙船を多数デザイン。1990年には開発中であったハイビジョン撮影で、NHKのドキュメンタリー番組「イマジネーション」に出演した。ゲーム用デザインにもセガを中心に数多く起用され、PSP『バウンティハウンズ』のコンセプトワークを担当。
アミューズメント関連では1991年開業のレオマワールド(現:ニューレオマワールド)のアトラクション「スペースシップ2056」や、同年開業のドクタージーカンズのコンセプトデザインを担当。
2005年に名古屋で開催された「愛・地球博」で、三井東芝館パビリオン映像「グランオデッセイ」の宇宙船ネモニック号とそのコンセプトデザインを担当した。
2019年には国内では34年ぶりとなる個展「シド・ミード展 PROGRESSION TYO 2019」が東京秋葉原で開催され、32,000人以上を動員した。

### アニメーション分野
アニメーション作品では「宇宙戦艦ヤマトシリーズ」と「ガンダムシリーズ」というメジャータイトルで、外国人デザイナーとして逆輸入となるメカニックデザインを担当した。ヤマトではプロデューサーの西崎義展の指名により、6年もの時間を費やし、『YAMATO2520』の第18代ヤマトを中心にハードウェアデザインを担当。日本海軍の戦艦大和の図面を取り寄せ、『宇宙戦艦ヤマト』の資料も分析した上で、艦の内部からデザインしていった。
ガンダムでは『機動戦士Ζガンダム』の構想段階に3点のイラストを提供。ザク（未発表）やドムなど、そのプロポーションからディテールに至るまでを再構築し直したデザインにも取り組んだ。前半の主役メカ・ガンダムMk-IIを単独で描いたもの（他2種）はメインスポンサーであるバンダイ（現:バンダイナムコホールディングス）が玩具店等へ配布する番宣用ポスターとして使用され、彼の画集『オブラゴン』（講談社）に掲載されている。
『∀ガンダム』では総監督である富野由悠季の希望を受け、主要なモビルスーツ計8体のデザインを担当。主役メカの∀ガンダム は頭部のV字アンテナをチークガードに変え、ファンの間では「ヒゲ」に見えると騒がれた。ガンダム史上過去に例がない背面ディテールと流れるようなラインは、「機能的なアイディアが70%にファンタジーとユーモアを30%」という彼独特のアプローチによるもの。それらは工業デザインや建築をベースに培ってきた、エンターテイメント性を重視したSF用のデザインであった。それまで慣れ親しんできた玩具を中心に展開したガンダム特有のプロダクトデザインとは一線を画し、ロジックが備わったカタチに必然性のある「工業デザイン」をベースにデザインされていたのが、それは富野が希望していた、コピーが繰り返されることに甘んじていた国内のメカニック・デザイナーに対する挑戦でもあった。『∀ガンダム』放映から時間が経過し、富野とシドが目指した機能的に動く事で新しいカタチが出現する従来にはなかった外観をまとった「表裏一体」（back to the face）なコンセプトが20年を経過してようやく評価されている。

## 映画用プロダクションデザイン

### 実写映画
- スタートレック Star Trek: The Motion Picture （1979年）人工生命体「ヴィジャー」
- ブレードランナー Blade Runner （1980〜81年）スピナー、都市デザイン
- トロン Tron （1981年）ライトサイクル他 VR都市
- 世紀の取引き　Deal Of The Century （1982年）ピースメイカー
- ブレードランナー２ Journey To The Twelve Presidents (1982年) 動く城
- 2010年 2010 （1984年）レオノフ号 他　ハードウェア
- Grid （1983年）サンフランシスコ
- エイリアン2 Aliens （1985年）スラコ号 他 ハードウェア
- ショート・サーキット Short Circuit （1985年）ジョニーファイブ
- Princess Of Mars 火星のプリンセス（1985年）Zadangans City, Air Ship
- L.A.2015 (1985年) 車両、警察署、都市デザイン
- Cyberforce （1986年）
- Innerspace インナースペース（1986年）潜水艇 初期デザイン
- Escort （1987年）Killer Vehicle 他
- Isobar （1988年）
- クライシス2050 Solar Crisis （1988年）ヘリオス 他　ハードウェア
- Thunderbirds サンダーバード（1990年）1号、３号 及びポスター案
- The Hunt for Red October レッド・オクトーバーを追え!（1990年）ポスター案
- From Time To Time ヴィジョナリウム (1991年)
- Ektopia (1991年) 未来都市 Ekko
- Journey To The Center Of The Earth（1992年）Omni Craft
- SPU2 特殊警察第２班 (1993年) 兵器デザイン
- Forbidden Planet 禁断の惑星（1993年）宇宙船 他 コンセプトデザイン
- The Fire Next Time (1993年) 都市デザイン
- タイムコップ Timecop （1994年）タイムマシーン 他　ハードウェア
- JM 記憶屋ジョニー (1995年) VRゴーグル、ジョーンズ 他 コンセプトデザイン
- ストレンジ・デイズ/1999年12月31日 Strange Days （1995年）VRゴーグル
- Schizoid (1995年) ミリタリー施設、ドロップシップ 他
- Sandblast （1995年）兵器
- Be Littled （1996年）ステルスヘリコプター、戦車
- ミッション・トゥ・マーズ Mission To Mars （1997年）マーズローバー、ステーション
- Software (1998年) VR都市
- Anticipa (1999年) スペースコロニー
- Jetsons 宇宙家族ジェットソン (2000年) ロケット、ドライブスルー、都市デザイン
- ザ・コア The Core (2001年) ドリルマシン
- グランオデッセイ Grand Odyssey (2003年)  ムネモニック号
- サウンド・オブ・サンダー A Sound Of Thunder （2004年）
- アイランド The Island （2005年） プロップ用スケッチ提供
- ステルス Stealth （2005年）デザイン提案
- Lunar Scout Commandos (2005年) 月面コロニー
- M:i:III Mission Impossible III （2006年）マスクメイカー
- Farewell Atlantis / 2012  （2007年）コンセプトデザイン
- Topeka (2012年) キャラクター、重装甲車両、都市デザイン
- エリジウム Elysium（2013年）スペースコロニー他、コンセプトデザイン
- トゥモローランド Tomorrowland (2013年) プロモーション用アート
- ブレードランナー2049 Blade Runner 2049 （2017年）核戦争後のラスベガス

### アニメ
- YAMATO2520（1995年）18代ヤマト、戦艦、護衛艦、戦闘機、戦車、探査機、コスチューム、小銃、惑星、都市　他多数
- ∀ガンダム（1999年）∀ガンダム、スモー、ターンX、フラット、ウォドム、バンディット、モビル・リブ
- FUTURAMA（1999年）シンプソンズのスピンオフ 宇宙船
- AKIRA アキラ (未発表)ドーム、救急車、戦車、バイク、戦闘指揮車、兵員輸送車、警察車両、哨戒機　他

### ゲーム
- サイバータンク（1988 アーケードゲーム ポスターデザイン）
- テラフォーミング（1992 PCエンジンスーパーCDロムロム用ソフト[注釈 2] ビジュアルコンセプト担当）
- グランチェイサー（1995 セガサターン メカニックデザイン）
- サイバーレース
- A列車で行こう5（1996 PlayStation コンセプチュアルアート）
- Maelstorm（PCゲーム ビジュアルコンセプト）
- Blade Runner（PCゲーム コンセプチュアル・アドバイザー）
- Jet Moto V（PSP ビジュアルコンセプト）
- TRON 2.0/ Killer APP（PC/Xbox コンセプチュアル・アドバイザー/新ライトサイクル）
- Battlestar Galactica（2003 PlayStation 2 背景デザイン）
- バウンティ ハウンズ（2006 PSP コンセプチュアル、環境/ハードウェアデザイン）
- ALIENS（コンセプチュアルデザイン、環境/ハードウェアデザイン）

## 書籍リスト
- Rationale (c.1961 Celanese)
- Concepts (1961 U.S.Steel)
- Steel in Motion(1961 National Steel Corporation)
- Projections (1962 U.S.Steel)
- Projections in Steel(1962 U.S.Steel)
- Land Of Power (1963 Allis Chalmers Corporation)
- U.S.STEEL calender 1964
- Perspective (1964 U.S.Steel)
- Celcon (1965 Celanease Corporation)
- U.S.STEEL calender 1965
- Republic Stainless Steel calendar 1967
- Innovations (1968 U.S.Steel)
- Republic Stainless Steel calendar 1969
- Interface (1969 U.S.Steel)
- Steel Couture Syd Mead Futurist "SENTINEL"（1979 Dragon's Dreams）
- Future Car Design（1983 ツルモトルーム刊 ラフォーレ原宿「未来のカーデザイン展」図録)
- SYD MEAD TECHNO FANTASY ART（1985 講談社 西武アートフォーラム「テクノファンタジー展」図録）
- The Official Art Of 2010（1984 A Wallaby Books）
- OBLAGON CONCEPTS OF SYD MEAD（1985 講談社 スケッチ／画集）
- OBLAGON カレンダー（1987/1990/1991/1992/1993 Oblagon）
- Steel Couture Syd Mead Futurist "SENTINELⅡ"（1987 講談社）
- Studio Image ONE（1988 Oblagon スケッチ／画集）
- Studio Image Two（1989 Oblagon スケッチ／画集）
- Studio Image Three（1994 Oblagon スケッチ／画集）
- クロノログ/KRONOLOG（1991 バンダイ）[8] クロノテコ/KRONOTEKO（画集）＋クロノヴェクタ/KRONOVECTA（コンセプトワーク集）＋クロノヴィド/KRONOVID（LD版、又はVHS版）+スピナーモデル付き
- Future Concepts SYD MEAD（1992 カーグラフィック別冊 スケッチ／画集）
- クロノログ2/KRONOLOG2（1993 バンダイ CD-ROM）
- ヤマト2520 オリジナルサウンドトラック-1 初回限定版ブックレット（1995 ソニー・ミュージックレコーズ ）
- Mead Gundam（2000 講談社 ドキュメンタリー/スケッチ集）
- Syd Mead's Sentury（2001 Oblagon 画集）角川書店(日本語版)
- Syd Mead's Sentury II （2010 Design Studio Press 画集）※日本語版はボーン・デジタル
- The Movie Art of Syd Mead Visual Futurist（2017 Titan Books刊 スケッチ／画集）玄光社(日本語版)
- シド・ミード展 PROGRESSIONS TYO 2019 図録集　(2019 SKYFALL刊) 先行予約版、会場限定版、通販版、愛蔵版
- SYD MEAD 1969 Postcard Book (U.S.Steel Interface 復刻版)

## 特集記事 その他の書籍
- Automobile Quarterly 特集記事で計3冊
- Paper Tiger社刊 SYD MEAD
- The Art Of Tron（スケッチ/画集）
- ビジュアルガイドブック「トロン」（東宝出版事業部）
- The Official Art Of 2010（モノクロ絵コンテ、スケッチ集）
- 2010 Film and Arts（東宝出版事業部）
- ツルモトルーム刊 スターログ No.54 / No.56 シド・ミード特集
- TVC-15刊 スピナー読本 各種
- カースタイリング 特集記事 7冊
- 映画ストーリー クライシス2050 （学研）
- Blue Dolphin社刊 Blade Runner Sketchbook（スケッチ集）
- バンダイ刊 Cinefex 「ブレードランナー」（SFX/メイキング）
- ドン・シェイ著「Blade Runner Inside Story」（上記Cinefex版と同じ内容 英語版）
- バンダイ刊 Cinefex 「2010年」（SFX/メイキング）
- ソニーマガジン刊「メイキング・オブ・ブレードランナー」
- NUTS 999 付録冊子（腕時計）シリーズ
- 愛・地球博 「オフィシャル・アート・オブ・グランオデッセイ」（通常版／限定版）日経BP
- 日経エンターテイメント
- 日経アーキテクチャ（2007-5-14号）
- AXIS (アクシス) 2008年 06月号

## その他 映像（出演）
- RHAPSODY OF STEEL 1959
- NHK（旧）ハイビジョン放送 「IMAGINATION」
- BBC放送 「The Edge Of Blade Runner」
- 「Making Of m:i:III」
- 「VISUAL FUTURIST: The Art & Life of Syd Mead」ドキュメンタリー
- Discovery Channel 「Future Car」ゲストコメンテーター
- 機動戦士ガンダム30周年記念 みんなのガンダム 完全版 - アニマックス、VTRコメント出演
- WOWOW ノンフィクションW　「ブレードランナーの世界を創った男 シド・ミードが描く2042年」
- 「Gnomon Workshop」（DVD5種）
- 短編ドキュメンタリー「2019: A Future Imagined」